# Wierzchominko
Wierzchominko [vjɛʂxɔˈminkɔ] (tiếng Đức: Varchminshagen)  là một ngôi làng thuộc khu hành chính của Gmina Będzino, thuộc quận Koszalin, Tây Pomeranian Voivodeship, ở phía tây bắc Ba Lan. Nó nằm khoảng 4 kilômét (2 mi) phía tây nam Będzino, 15 km (9 mi) phía tây Koszalin và 125 km (78 mi) về phía đông bắc của thủ đô khu vực Szczecin.

Trước năm 1945, khu vực này là một phần của Đức. Đối với lịch sử của khu vực, xem Lịch sử của Pomerania. 
1. ↑  M. Kaemmerer (2004). Ortsnamenverzeichnis der Ortschaften jenseits von Oder u. Neiße (bằng tiếng Đức). ISBN 3-7921-0368-0.
2. ↑  "Central Statistical Office (GUS) - TERYT (National Register of Territorial Land Apportionment Journal)" (bằng tiếng Ba Lan). ngày 1 tháng 6 năm 2008.